# Where the Breakers Roar

Where the Breakers Roar est un film muet américain réalisé par D. W. Griffith, sorti en 1908.

## Synopsis
Lors d'une sortie à la mer, un jeune couple a un accrochage troublant avec un fou échappé.

## Fiche technique
- Titre : Where the Breakers Roar ou Where Breakers Roar[2]
- Réalisation : D. W. Griffith
- Scénario : D. W. Griffith et Stanner E. V. Taylor
- Société de production et de distribution : American Mutoscope and Biograph Company[3]
- Photographie : Arthur Marvin et G. W. Bitzer
- Pays :  États-Unis
- Format[4] : Noir et blanc - Muet - 1,33:1 ou 1,37:1[2] - 35 mm[2],[5]
- Longueur de pellicule : 556 ou 566[2] pieds (169 mètres[5])
- Durée : 9 minutes (à 16 images par seconde)[4]
- Genre : Film d'action[2]
- Date de sortie : 22 septembre 1908

## Distribution
Les noms des personnages proviennent de l'Internet Movie Database.
- Linda Arvidson : Alice Fairchild
- Arthur V. Johnson : Tom Hudson
- Marion Leonard
- Mack Sennett : un policier
- Charles Inslee : le méchant
- Florence Lawrence : une personne sur la plage
- Guy Hedlund
- Harry Solter : une personne sur la plage
- Edward Dillon : un policier[2],[6]
- George Gebhardt : une personne sur la plage / l'homme qui donne l'assaut[2],[6]
- Robert Harron : la personne sur le passage en bois de la plage[2],[6]

## Autour du film
Les scènes du film ont été tournées les 21 et 25 août 1908 dans le studio de la Biograph à New York et à Central Park.
Une copie du film est aujourd'hui conservée à la Bibliothèque du Congrès.